# Красний Лог (Каширський район)
Красний Лог (рос. Красный Лог) — село у Каширському районі Воронезької області Російської Федерації.
Населення становить 1347  осіб. Входить до складу муніципального утворення Краснологське сільське поселення.

## Історія
Населений пункт розташований у межах українського краю Східної Слобожанщини.
Від 1977 року належить до Каширського району Воронезької області.
Згідно із законом від 15 жовтня 2004 року входить до складу муніципального утворення Краснологське сільське поселення.

## Населення
| 2010  | 2012  | 2013  | 2014  | 2015  | 2016  | 2017  |
| ----- | ----- | ----- | ----- | ----- | ----- | ----- |
| 1483  | ↘1473 | ↘1444 | ↘1420 | ↘1406 | ↘1379 | ↘1362 |
| 2018  |       |       |       |       |       |       |
| ↘1347 |       |       |       |       |       |       |